# Govenia fasciata
Govenia fasciata är en orkidéart som beskrevs av John Lindley. Govenia fasciata ingår i släktet Govenia och familjen orkidéer.
Artens utbredningsområde är Venezuela. Inga underarter finns listade i Catalogue of Life.